# Campeonato Mundial de Patinaje Artístico sobre Hielo de 1983
El LXXIII Campeonato Mundial de Patinaje Artístico se realizó en Helsinki (Finlandia) entre el 8 y el 12 de marzo de 1983 bajo la organización de la Unión Internacional de Patinaje sobre Hielo (ISU) y la Federación Finlandesa de Patinaje Artístico sobre Hielo. 

## Resultados

### Masculino
| Puesto | Nombre          | País                | Puntos |
| ------ | --------------- | ------------------- | ------ |
| Oro    | Scott Hamilton  | Estados Unidos      |        |
| Plata  | Norbert Schramm | Alemania Occidental |        |
| Bronce | Brian Orser     | Canadá              |        |

### Femenino
| Puesto | Nombre            | País                | Puntos |
| ------ | ----------------- | ------------------- | ------ |
| Oro    | Rosalynn Sumners  | Estados Unidos      |        |
| Plata  | Claudia Leistner  | Alemania Occidental |        |
| Bronce | Yelena Vodorezova | Unión Soviética     |        |

### Parejas
| Puesto | Nombre                           | País                          | Puntos |
| ------ | -------------------------------- | ----------------------------- | ------ |
| Oro    | Yelena Valova / Oleg Vasiliyev   | Unión Soviética               |        |
| Plata  | Sabine Baeß / Tassilo Thierbach  | República Democrática Alemana |        |
| Bronce | Barbara Underhill / Paul Martini | Canadá                        |        |

### Danza en hielo
| Puesto | Nombre                              | País            | Puntos |
| ------ | ----------------------------------- | --------------- | ------ |
| Oro    | Jayne Torvill / Christopher Dean    | Reino Unido     |        |
| Plata  | Natalia Bestemianova / Andrei Bukin | Unión Soviética |        |
| Bronce | Judy Blumberg / Michael Seibert     | Estados Unidos  |        |

## Medallero
| Núm. | País                          | Oro | Plata | Bronce | Total |
| ---- | ----------------------------- | --- | ----- | ------ | ----- |
| 1    | Estados Unidos                | 2   | 0     | 1      | 3     |
| 2    | Unión Soviética               | 1   | 1     | 1      | 3     |
| 3    | Reino Unido                   | 1   | 0     | 0      | 1     |
| 4    | Alemania Occidental           | 0   | 2     | 0      | 2     |
| 5    | República Democrática Alemana | 0   | 1     | 0      | 1     |
| 6    | Canadá                        | 0   | 0     | 2      | 2     |
|      | TOTAL                         | 4   | 4     | 4      | 12    |

| Predecesor: Dinamarca 1982 | Campeonato Mundial de Patinaje Artístico sobre Hielo 1983 | Sucesor: Canadá 1984 |

- Datos: Q1286299